# Ndu 2
Ndu 2 est une localité du Cameroun située dans la commune de Ndu et le département du Donga-Mantung.

## Population
Lors du recensement de 2005, on a dénombré 652 personnes : soit 333 femmes et 319 hommes.